# You Hurt My Feelings
You Hurt My Feelings là một bộ phim hài chính kịch của Mỹ năm 2012 do Steve Collins viết kịch bản và đạo diễn với sự tham gia của John Merriman, Courtney Davis và Macon Blair.

## Diễn viên
- John Merriman
- Macon Blair
- Courtney Davis
- Lillian Collins
- Violet Collins

## Giải thưởng
Bộ phim đã được giới thiệu tại Liên hoan phim LA năm 2011. Sau đó nó được phát hành tại Nhà hát ReRun Gastropub ở Dumbo, Brooklyn vào ngày 4 tháng 5 năm 2012.

## Đón nhận
Eric Kohn của IndieWire xếp loại phim A-. Glenn Heath Jr. của Tạp chí Slant đã trao giải cho bộ phim hai sao rưỡi trong số năm sao.